# Christmas Point
Christmas Point är en udde i Antarktis. Den ligger i Östantarktis. Australien gör anspråk på området.
Terrängen inåt land är kuperad åt sydost, men åt nordost är den platt. Havet är nära Christmas Point åt nordväst. Trakten är obefolkad. Det finns inga samhällen i närheten.